# Dvipa

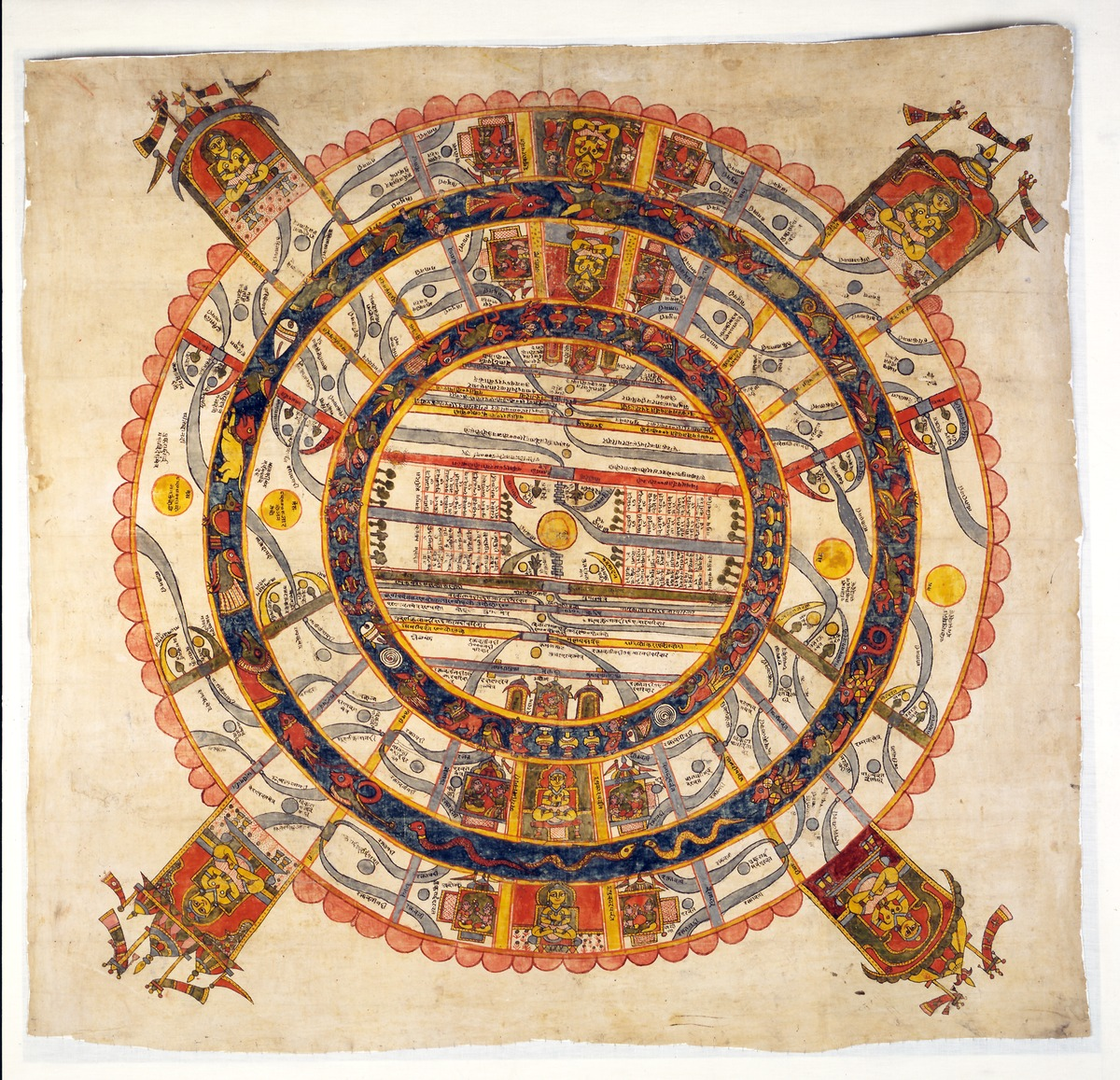
Adhai-dvipa pata, cosmogramme Jain - montrant 2,5 continents (adhai) (dvipa) du monde du milieu, anonyme, ca 1699.

Dvipa ( sanskrit : द्वीप romanisé : Dvīpa, littéralement "île" ) est un terme de la cosmographie hindoue. Les Puranas décrivent un dvipa comme étant l'une des sept îles ou sept continents présents sur terre, chacune d'elles étant entourée d'un océan. La même terminologie est également utilisée pour désigner les sept régions du cosmos,.
Dans le modèle géocentrique de l'hindouisme, les sept dvipas sont présentes autour du mont Meru, qui est présent au centre du Jambudvipa, terme employé pour désigner le sous-continent indien.
Dvipa est aussi parfois utilisé pour désigner les demeures de divinités, telles que Manidvipa.

## Étymologie
Le mot dvipa est un valise des mots sanskrits dvī (deux) et apa (eau), signifiant « avoir de l'eau des deux côtés ». Il est apparenté au jeune Avestan « duuaēpa », qui signifie la même chose.

## Description
Selon le Matsya Purana et le Bhagavata Purana, le monde est divisé en sept dvipas, appelés sapta-dvipa (les sept îles). Le Mahabharata nomme les sept îles du monde suivantes :
| Selon le Matsya Purana et le Bhagavata Purana, le monde est divisé en sept dvipas, appelés sapta-dvipa (les sept îles) Le Mahabharata nomme les sept îles du monde suivantes : | Océan    | Étymologie            |
| --- | -------- | --------------------- |
| Jambudvipa | Lavanoda | Syzygium cumini       |
| Plaksadvipa | Iksurasa | Ficus religieux       |
| Śālmaladvipa | Suroda   | Arbre Bombax          |
| Kuśadvipa | Ghṛta    | Desmotachya bipinnata |
| Krauñcadvipa | Kṣīroda  | La colline Krauñca    |
| Śākadvipa | Dadhi    | Teck                  |
| Puṣkaradvipa | Jala     | Lotus                 |

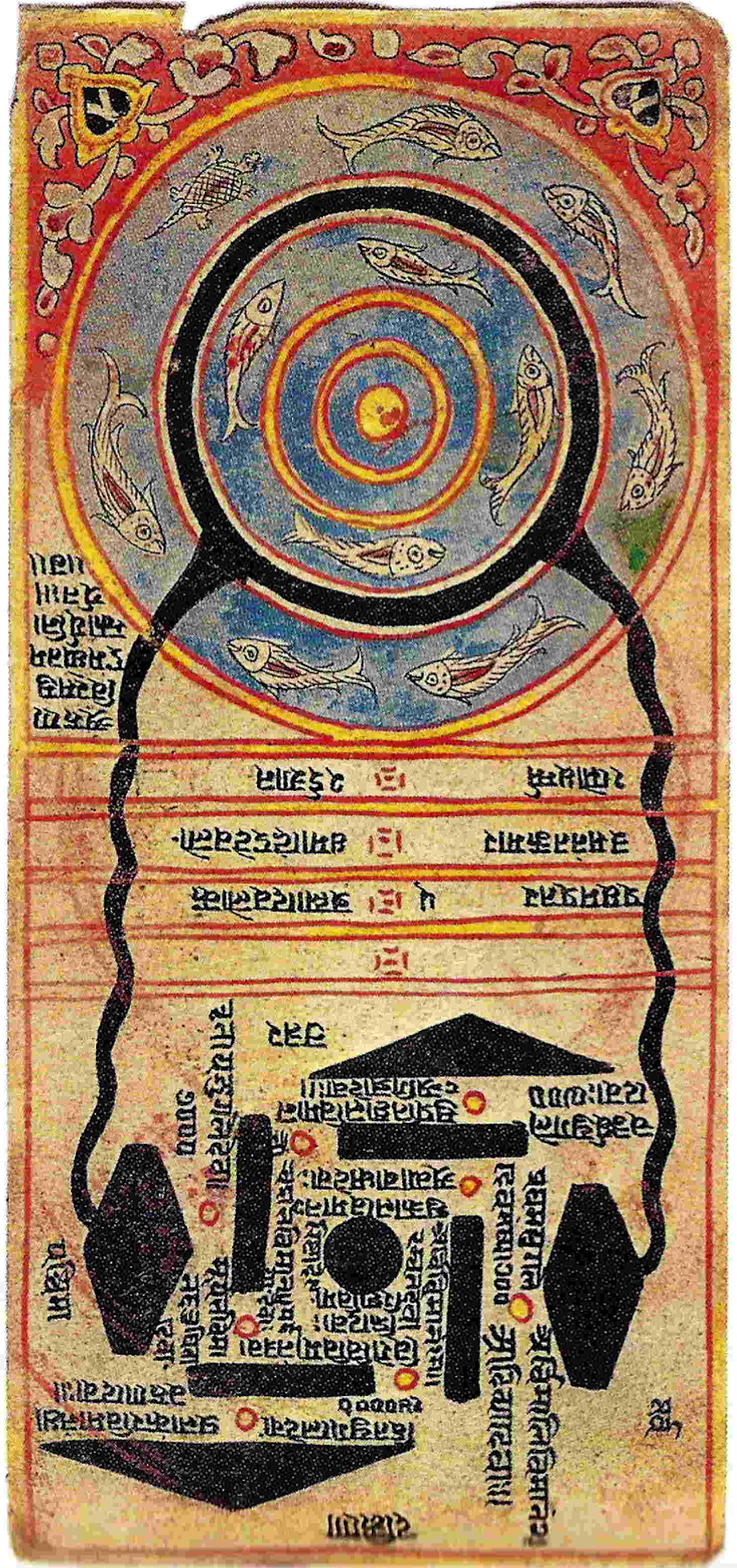
Jambudvipa, encre sur papier - avant 1600

L'auteur britannique Benjamin Walker propose la description suivante des dvipas : Sous les régions célestes, la Terre est disposée en sept anneaux concentriques de continents insulaires.
- Jambudvipa est le plus intérieur de ces continents insulaires, en forme de disque. La terre repose sur la tête de Shesha, le serpent cosmique, qui est lui-même soutenu par la tortue nommée Akupara, qui est soutenue par les Ashtadiggajas, les huit éléphants célestes qui se dressent sur la coquille de Brahmanda.
- Plaksha est le deuxième des continents en forme d'anneau, entouré d'une mer de jus de canne à sucre.
- Shalmala est le troisième des continents en forme d'anneau, entouré d'une mer de vin.
- Kusha est le quatrième des continents en forme d'anneau, entouré d'une mer de beurre clarifié (ghee).
- Krauncha est le cinquième des continents en forme d'anneau, entouré d'une mer de caillé.
- Shaka ou Shveta est le sixième des continents en forme d'anneau, dont les rives sont entourées d'une mer de lait.
- Pushkara est le septième des continents en forme d'anneau, entouré d'une immense mer circulaire d'eau douce.

Bordant la mer la plus éloignée se trouve une terre nommée Lokāloka, qui sépare le monde connu du monde des ténèbres. Ce royaume comprend une chaîne de montagnes hautes de dix mille yojanas. La coquille de l’œuf cosmique connu sous le nom de Brahmanda se trouve au-delà de ces ténèbres, berçant toute la création.

## Littérature

### Brahma Purana
Le Brahma Purana décrit le sapta-dvipa comme tel :

« Ô brahmanes, il y a sept continents à savoir : Jambū, Plakṣa, Śālmala, Kuśa, Krauñca, Śāka et Puṣkara. Ceux-ci sont entourés de sept océans, l’océan saumâtre, la mer du jus de canne à sucre, du vin, du ghee, du lait caillé, du lait et de l’eau douce.
Le Jambūdvipa est situé au milieu. En son centre, ô brahmanes dirigeants, se trouve le Meru, la montagne d'or. »

— Chapitre 16

### Chaitanya Charitamrita
Le texte bengali Chaitanya Charitamrita, écrit c. 1557, décrit le concept de la manière suivante :

« Les « planètes » sont appelées « dvīpas ».
L’espace est comme un océan d’air.
Tout comme il y a des îles dans l'océan,
ces planètes dans l'océan de l'espace sont appelées « dvipas », 
ou îles dans l'espace extra-atmosphérique »

— Chaitanya Caritamrita Madhya 20.218, Purport